# Alex Tavoularis
Alexander Tavoularis (* 14. Juli 1944 in Los Angeles) ist ein US-amerikanischer Filmarchitekt.

## Leben
Der zwölf Jahre jüngere Bruder des Berufskollegen Dean Tavoularis erlernte sein Handwerk in seiner Heimatstadt Los Angeles und sammelte erste praktische Erfahrungen an der Seite Deans (z. B. 1969 bei Arthur Penns Indianer-Epos „Little Big Man“). Bei „Der Dialog“, wo er als einer von mehreren Storyboard-Zeichnern beschäftigt gewesen war, erhielt Alex Tavoularis 1973 seine erste Namensnennung. Im Jahr darauf zeichnete er bei Walter Hills „Ein stahlharter Mann“ erstmals alleinverantwortlich als Zeichner verantwortlich.
Erst nachdem Alex Tavoularis das 40. Lebensjahr überschritten hatte, etablierte er sich an Deans Seite als Chefdesigner. Wenig später entwarf Alex auch alleinverantwortlich Filmbauten. In den 2000er Jahren musste sich Tavoularis wieder mit kleineren Aufgaben begnügen und kehrte zum Storyboardentwurf, der Illustration und der Szenenbildnerassistenz zurück. Erst 2015/16 war er wieder mit der optischen Gestaltung einer Großproduktion betraut worden, als er das Design zu einer 3-D-Version eines Films über den Lusitania-Untergang 1915 entwarf.

## Filmografie (Auswahl)
- 1986: Peggy Sue hat geheiratet (Peggy Sue Got Married)
- 1987: Der steinerne Garten (Gardens of Stone)
- 1987: Tucker – Ein Mann und sein Traum (Tucker: The Man and His Dream)
- 1987: Steel Dawn – Die Fährte des Siegers (Steel Dawn)
- 1988: Roadhome (Lost Angels)
- 1988: Luxus, Sex und Lotterleben (Scenes from the Class Struggle in Beverly Hills)
- 1989: Adam Sandler’s Love Boat (Going Overboard)
- 1989: King of New York – König zwischen Tag und Nacht (Il re di New York)
- 1990: Der Pate III (The Godfather Part III)
- 1990: Sisters (Fernsehfilm)
- 1991: Ein Hund namens Beethoven (Beethoven)
- 1993: Snake Eyes
- 1993: I Love Trouble – Nichts als Ärger (I Love Trouble)
- 1995: Jade
- 1997: Ein Zwilling kommt selten allein (The Parent Trap)
- 1998: The Opposite of Sex – Das Gegenteil von Sex (The Opposite of Sex)
- 1999: Ein amerikanischer Traum (American Rhapsody) (UA: 2001)
- 2000: Second to Die
- 2011: Farben der Liebe (The Forger or Carmel-by-the-Sea)
- 2016: Lusitania 3D